# スルタン・イブラギモフ
スルタン・イブラギモフ（Sultan Ibragimov、ロシア語: Султан-Ахмед Магомедсалихович Ибрагимов、アヴァル語: Султан-АхӀмад МухӀаммадсалихӀазул вас Ибрагьимов、1975年3月8日 - ）は、ロシア連邦の共和国の1つであるダゲスタン共和国出身の元プロボクサー。元WBO世界ヘビー級王者。2000年シドニーオリンピックではロシア代表として出場し銀メダルを獲得している。現在はアメリカ合衆国に在住し、アメリカを中心に活動している。

## 来歴

### アマチュア時代
7歳頃からボクシングを始め、20歳頃から頭角を現し始めた。その後、国内のアマチュアチャンピオンになる。そしてロシアのナショナルチームに選出され2000年のシドニーオリンピックにヘビー級で出場。決勝でフェリックス・サボンに13-21で敗れ、サボンにオリンピックボクシング競技ヘビー級3連覇を許した。

### プロボクサー時代
シドニーオリンピックで銀メダルを獲得した後、プロ転向を目指してアメリカのフロリダ州へ移住した。
2002年5月25日、プロデビュー。プロ転向が遅かったこともあり、デビュー後は積極的に試合をこなしていった。
2004年10月16日、WBOアジアパシフィックヘビー級タイトルを獲得。同タイトルを6度に渡って防衛し、イブラギモフのWBO世界ランキングを上昇させた。
イブラギモフは当初、IBF世界ヘビー級王者ウラジミール・クリチコ挑戦を照準に定めた。IBFの指名挑戦者決定戦を2006年7月28日、レイ・オースティンと行った。しかし、この試合は12回引き分け判定となってクリチコへの指名挑戦権獲得に失敗した。
ターゲットをWBO世界ヘビー級王者シャノン・ブリッグスに照準を変更した。当初2007年3月10日にスケジュールされたこの試合は、ブリッグスの肺炎により6月2日に延期された。この試合でイブラギモフは足を上手く使ったアウトボクシングでポイントを重ね、12回判定3-0を収め王座獲得に成功した。
2007年10月13日、イベンダー・ホリフィールドと対戦し12回3-0の大差判定勝ちを収め初防衛に成功した。
2008年2月23日、IBF世界ヘビー級王者ウラジミール・クリチコと王座統一戦を行ったが12回0-3の判定負けを喫し、2度目の防衛に失敗した。この試合を最後に現役を引退した。

## 獲得タイトル
- WBOアジアパシフィックヘビー級王座
- WBO世界ヘビー級王座（防衛1）